# Union of the Snake
Singles de Duran Duran
Is There Something I Should Know?
(1983) New Moon on Monday
(1984)
Union of the Snake est une chanson du groupe Duran Duran sortie en single en 1983. C'est le premier extrait du 3e album studio du groupe, Seven and the Ragged Tiger, également sorti en 1983.

## Historique
Après une session d'écriture près de Cannes, la plupart des chansons du 3e album sont enregistrées dans les AIR Studios de l'île de Montserrat avec le producteur Alex Sadkin, puis mixées aux 301 Studios de Sydney. Le mixage de Union of the Snake est réalisé juste avant l'envoi du titre à EMI pour le pressage des vinyles.
Le batteur Roger Taylor a raconté que le beat et les percussions de la chanson s'inspiraient de Let's Dance de David Bowie.

## Clip
Le clip est conçu par l'Australien Russell Mulcahy, qui avait déjà mis en image 8 chansons de Duran Duran. Cependant, il est trop occupé par la préparation des documentaires Arena (An Absurd Notion) et Sing Blue Silver, également pour le groupe. La vidéo est donc réalisée par Simon Milne, qui avait auparavant travaillé avec Kajagoogoo et Missing Persons.
La sortie du disque créera une brève polémique car le clip est sorti une semaine avant le single, ce qui provoque la colère de certaines radios qui avaient à l'époque peur d'être dépassées par des chaines de télévision comme MTV.
Le tournage a lieu dans un désert près de Cronulla en Australie. Le clip présente un monde post-apocalyptique et une créature étrange. Hormis Simon Le Bon, les autres membres du groupe ne font que des caméos.

## Reprises
En 2018, la chanson a été reprise dans un épisode de la deuxième saison de la série télévisée Riverdale par les actrices Camila Mendes, Asha Bromfield et Hayley Law.

## Liste des titres
| 1. "Union of the Snake" – 4:24 2. Secret Oktober – 2:48 1. Union of the Snake (Monkey Mix) – 6:27 2. Union of the Snake (7" Version) – 4:24 3. Secret Oktober – 2:48 1. Union of the Snake – 4:20 2. Secret Oktober – 2:44 | 1. Union of the Snake (Monkey Mix) – 6:22 2. Union of the Snake (version single)– 4:20 3. Secret Oktober – 2:44 - The Union of the Snake (Monkey Mix) est parfois nommé "Extended Mix" ou "Super Mix". 1. Union of the Snake – 4:24 2. Secret Oktober – 2:47 3. Union of the Snake (The Monkey Mix) – 6:27 |

## Classements
| Pays et classement (1983-1984) | Meilleure position |
| ------------------------------ | ------------------ |
| États-Unis - UK Singles Chart  | 3                  |
| États-Unis - Billboard Hot 100 | 3                  |
| États-Unis - Cash Box Top 100  | 1                  |
| Canada                         | 2                  |
| Australie - ARIA Charts        | 4                  |
| France                         | 8                  |
| Irlande                        | 5                  |
| Norvège                        | 8                  |
| Espagne (AFYVE)                | 16                 |
| Suède                          | 16                 |

| Pays et classement (1983) | Position |
| ------------------------- | -------- |
| Australie                 | 66       |
| Royaume-Uni               | 91       |
| États-Unis - Billboard    | 43       |
| États-Unis - Cash Box     | 20       |

| Pays et classement (1984) | Position |
| ------------------------- | -------- |
| Canada                    | 56       |

## Crédits
Duran Duran
- Simon Le Bon : chant principal
- Nick Rhodes : claviers, synthétiseur
- John Taylor : guitare basse, chœurs
- Roger Taylor : batterie, percussions
- Andy Taylor : guitare, chœurs

Autres
- Alex Sadkin : producteur
- Ian Little : producteur
- Andy Hamilton : saxophone soprano et ténor
- Michelle Cobbs : chœurs
- B.J. Nelson : chœurs
- Raphael Dejesus : percussions
- Mark Kennedy : percussions